# Eliminatoria a la Eurocopa Sub-16 1999
La Eliminatoria a la Eurocopa Sub-16 1999 contó con la participación de 49 selecciones infantiles de Europa para definir a los 15 clasificados a la fase final del torneo a celebrarse en la República Checa junto al país anfitrión.

## Sumario

### Grupo 1
Los partidos se jugaron en República de Macedonia.
| País                | J | G | E | P | GF | GC | GD | Pts |
| ------------------- | - | - | - | - | -- | -- | -- | --- |
| Portugal            | 3 | 3 | 0 | 0 | 8  | 3  | 5  | 9   |
| Italia              | 3 | 2 | 0 | 1 | 9  | 2  | 7  | 6   |
| Macedonia del Norte | 3 | 1 | 0 | 2 | 3  | 7  | -4 | 3   |
| Albania             | 3 | 0 | 0 | 3 | 2  | 10 | -8 | 0   |

| 2 de marzo de 1999 | Albania  | 1 - 5 | Italia              | Ohrid |
|                    | Portugal | 3 - 2 | Macedonia del Norte | Ohrid |
| 4 de marzo de 1999 | Albania  | 0 - 1 | Macedonia del Norte | Ohrid |
|                    | Italia   | 0 - 1 | Portugal            | Ohrid |
| 6 de marzo de 1999 | Portugal | 4 - 1 | Albania             | Ohrid |
|                    | Italia   | 4 - 0 | Macedonia del Norte | Ohrid |

### Grupo 2
Los partidos se jugaron en Bélgica.
| País      | J | G | E | P | GF | GC | GD | Pts |
| --------- | - | - | - | - | -- | -- | -- | --- |
| Dinamarca | 2 | 1 | 1 | 0 | 5  | 3  | 2  | 4   |
| Bélgica   | 2 | 1 | 0 | 1 | 9  | 4  | 4  | 3   |
| Rumania   | 2 | 0 | 1 | 1 | 3  | 5  | -2 | 1   |

| 2 de noviembre de 1998 | Dinamarca | 2 - 2 | Rumania   | Maasmechelen |
| 4 de noviembre de 1998 | Bélgica   | 1 - 3 | Dinamarca | Maasmechelen |
| 6 de noviembre de 1998 | Rumania   | 1 - 3 | Bélgica   | Maasmechelen |

### Grupo 3
Los partidos se jugaron en Israel.
| País    | J | G | E | P | GF | GC | GD | Pts |
| ------- | - | - | - | - | -- | -- | -- | --- |
| Israel  | 2 | 2 | 0 | 0 | 5  | 1  | 4  | 6   |
| Turquía | 2 | 1 | 0 | 1 | 3  | 2  | 1  | 3   |
| Irlanda | 2 | 0 | 0 | 2 | 0  | 5  | -5 | 0   |

| 16 de febrero de 1999 | Israel  | 2 - 1 | Turquía | Herzliya |
| 18 de febrero de 1999 | Irlanda | 0 - 3 | Israel  | Herzliya |
| 20 de febrero de 1999 | Turquía | 2 - 0 | Irlanda | Netanya  |

### Grupo 4
Los partidos se jugaron en Luxemburgo.
| País                 | J | G | E | P | GF | GC | GD | Pts |
| -------------------- | - | - | - | - | -- | -- | -- | --- |
| Eslovaquia           | 2 | 2 | 0 | 0 | 5  | 2  | 3  | 6   |
| Luxemburgo           | 2 | 1 | 0 | 1 | 3  | 3  | 0  | 3   |
| Bosnia y Herzegovina | 2 | 0 | 0 | 2 | 2  | 5  | -3 | 0   |

| 23 de febrero de 1999 | Luxemburgo           | 1 - 2 | Eslovaquia           | Diekirch   |
| 25 de febrero de 1999 | Eslovaquia           | 3 - 1 | Bosnia y Herzegovina | Erpeldange |
| 27 de febrero de 1999 | Bosnia y Herzegovina | 1 - 2 | Luxemburgo           | Ettelbruck |

### Grupo 5
Los partidos se jugaron en Croacia.
| País       | J | G | E | P | GF | GC | GD  | Pts |
| ---------- | - | - | - | - | -- | -- | --- | --- |
| Croacia    | 2 | 2 | 0 | 0 | 11 | 0  | 11  | 6   |
| Eslovenia  | 2 | 1 | 0 | 1 | 3  | 3  | 0   | 3   |
| San Marino | 2 | 0 | 0 | 2 | 0  | 11 | -11 | 0   |

| 23 de febrero de 1999 | Croacia    | 3 - 0 | Eslovenia  | Porec |
| 25 de febrero de 1999 | San Marino | 0 - 3 | Eslovenia  | Porec |
| 27 de febrero de 1999 | Croacia    | 8 - 0 | San Marino | Porec |

### Grupo 6
Los partidos se jugaron en Austria.
| País       | J | G | E | P | GF | GC | GD | Pts |
| ---------- | - | - | - | - | -- | -- | -- | --- |
| Grecia     | 3 | 1 | 2 | 0 | 3  | 0  | 3  | 5   |
| Austria    | 3 | 1 | 2 | 0 | 3  | 1  | 2  | 5   |
| Georgia    | 3 | 1 | 0 | 2 | 1  | 5  | -4 | 3   |
| Azerbaiyán | 3 | 0 | 2 | 1 | 1  | 2  | -1 | 2   |

| 22 de octubre de 1998 | Georgia    | 0 - 2 | Austria    | Saalfelden |
|                       | Grecia     | 0 - 0 | Azerbaiyán | Saalfelden |
| 24 de octubre de 1998 | Georgia    | 0 - 3 | Grecia     | Saalfelden |
|                       | Azerbaiyán | 1 - 1 | Austria    | Saalfelden |
| 26 de octubre de 1998 | Azerbaiyán | 0 - 1 | Georgia    | Saalfelden |
|                       | Grecia     | 0 - 0 | Austria    | Saalfelden |

### Grupo 7
Los partidos se jugaron en Chipre.
| País       | J | G | E | P | GF | GC | GD | Pts |
| ---------- | - | - | - | - | -- | -- | -- | --- |
| Inglaterra | 2 | 2 | 0 | 0 | 4  | 1  | 3  | 6   |
| Chipre     | 2 | 1 | 0 | 1 | 5  | 3  | 2  | 3   |
| Armenia    | 2 | 0 | 0 | 2 | 2  | 7  | -5 | 0   |

| 22 de febrero de 1999 | Inglaterra | 2 - 1 | Armenia    | Paphos |
| 24 de febrero de 1999 | Armenia    | 1 - 5 | Chipre     | Paphos |
| 26 de febrero de 1999 | Chipre     | 0 - 2 | Inglaterra | Paphos |

### Grupo 8
Los partidos se jugaron en Malta.
| País    | J | G | E | P | GF | GC | GD | Pts |
| ------- | - | - | - | - | -- | -- | -- | --- |
| España  | 2 | 2 | 0 | 0 | 7  | 0  | 7  | 6   |
| Escocia | 2 | 1 | 0 | 1 | 3  | 2  | 1  | 3   |
| Malta   | 2 | 0 | 0 | 2 | 1  | 9  | -8 | 0   |

| 2 de marzo de 1999 | Malta   | 1 - 3 | Escocia | Ta'Qali |
| 4 de marzo de 1999 | España  | 6 - 0 | Malta   | Ta'Qali |
| 6 de marzo de 1999 | Escocia | 0 - 1 | España  | Ta'Qali |

### Grupo 9
Los partidos se jugaron en Bulgaria.
| País     | J | G | E | P | GF | GC | GD | Pts |
| -------- | - | - | - | - | -- | -- | -- | --- |
| Bulgaria | 2 | 1 | 1 | 0 | 4  | 2  | 2  | 4   |
| Hungría  | 2 | 1 | 1 | 0 | 4  | 2  | 2  | 4   |
| Moldavia | 2 | 0 | 0 | 2 | 2  | 6  | -4 | 0   |

| 19 de octubre de 1998 | Bulgaria | 1 - 1 | Hungría  | Burgas |
| 21 de octubre de 1998 | Hungría  | 3 - 1 | Moldavia | Burgas |
| 23 de octubre de 1998 | Moldavia | 1 - 3 | Bulgaria | Burgas |

### Grupo 10
| País       | J | G | E | P | GF | GC | GD | Pts |
| ---------- | - | - | - | - | -- | -- | -- | --- |
| Alemania   | 4 | 2 | 2 | 0 | 6  | 2  | 4  | 8   |
| Ucrania    | 4 | 1 | 1 | 2 | 4  | 6  | -2 | 4   |
| Yugoslavia | 4 | 1 | 1 | 2 | 4  | 6  | -2 | 4   |

| 8 de octubre de 1998    | Ucrania    | 1 - 0 | Yugoslavia | Boryspil, Ucrania     |
| 21 de octubre de 1998   | Ucrania    | 0 - 2 | Alemania   | Boryspil, Ucrania     |
| 15 de noviembre de 1998 | Yugoslavia | 3 - 2 | Ucrania    | Belgrado, Yugoslavia  |
| 26 de noviembre de 1998 | Alemania   | 2 - 0 | Yugoslavia | Saarbrücken, Alemania |
| 2 de diciembre de 1998  | Yugoslavia | 1 - 1 | Alemania   | Belgrado, Yugoslavia  |
| 10 de marzo de 1999     | Alemania   | 1 - 1 | Ucrania    | Grimma, Alemania      |

### Grupo 11
Los partidos se jugaron en Islas Feroe.
| País        | J | G | E | P | GF | GC | GD  | Pts |
| ----------- | - | - | - | - | -- | -- | --- | --- |
| Finlandia   | 3 | 2 | 1 | 0 | 8  | 3  | 5   | 7   |
| Noruega     | 3 | 2 | 0 | 1 | 9  | 4  | 5   | 6   |
| Gales       | 3 | 1 | 1 | 1 | 5  | 4  | 1   | 4   |
| Islas Feroe | 3 | 0 | 0 | 3 | 1  | 12 | -11 | 0   |

| 8 de septiembre de 1998  | Noruega     | 3 - 0 | Gales       | Tórshavn |
|                          | Islas Feroe | 0 - 4 | Finlandia   | Tórshavn |
| 10 de septiembre de 1998 | Finlandia   | 1 - 1 | Gales       | Tórshavn |
|                          | Noruega     | 4 - 1 | Islas Feroe | Tórshavn |
| 12 de septiembre de 1998 | Noruega     | 2 - 3 | Finlandia   | Tórshavn |
|                          | Gales       | 4 - 0 | Islas Feroe | Tórshavn |

### Grupo 12
Los partidos se jugaron en Polonia.
| País          | J | G | E | P | GF | GC | GD | Pts |
| ------------- | - | - | - | - | -- | -- | -- | --- |
| Polonia       | 3 | 2 | 1 | 0 | 4  | 2  | 2  | 7   |
| Países Bajos  | 3 | 1 | 1 | 1 | 5  | 2  | 3  | 4   |
| Islandia      | 3 | 0 | 3 | 0 | 3  | 3  | 0  | 3   |
| Liechtenstein | 3 | 0 | 1 | 2 | 2  | 7  | -5 | 1   |

| 26 de octubre de 1998 | Islandia     | 0 - 0 | Países Bajos  | Łódź   |
|                       | Polonia      | 1 - 0 | Liechtenstein | Łódź   |
| 28 de octubre de 1998 | Países Bajos | 5 - 1 | Liechtenstein | Łódź   |
|                       | Polonia      | 2 - 2 | Islandia      | Zgierz |
| 30 de octubre de 1998 | Islandia     | 1 - 1 | Liechtenstein | Łódź   |
|                       | Polonia      | 1 - 0 | Países Bajos  | Zgierz |

### Grupo 13
| País              | J | G | E | P | GF | GC | GD | Pts |
| ----------------- | - | - | - | - | -- | -- | -- | --- |
| Suiza             | 4 | 1 | 3 | 0 | 5  | 4  | 1  | 6   |
| Francia           | 4 | 1 | 2 | 1 | 5  | 4  | 1  | 5   |
| Irlanda del Norte | 4 | 1 | 1 | 2 | 2  | 4  | -2 | 4   |

| 7 de octubre de 1998    | Suiza             | 3 - 3 | Francia           | Fribourg, Suiza            |
| 9 de noviembre de 1998  | Suiza             | 1 - 0 | Irlanda del Norte | Bülach, Suiza              |
| 12 de noviembre de 1998 | Francia           | 2 - 0 | Irlanda del Norte | Oyonnax, Francia           |
| 18 de noviembre de 1998 | Francia           | 0 - 0 | Suiza             | Malesherbes, Francia       |
| 30 de noviembre de 1998 | Irlanda del Norte | 1 - 1 | Suiza             | Belfast, Irlanda del Norte |
| 3 de diciembre de 1998  | Irlanda del Norte | 1 - 0 | Francia           | Belfast, Irlanda del Norte |

### Grupo 14
Los partidos se jugaron en Suecia.
| País        | J | G | E | P | GF | GC | GD | Pts |
| ----------- | - | - | - | - | -- | -- | -- | --- |
| Suecia      | 2 | 2 | 0 | 0 | 9  | 2  | 7  | 6   |
| Bielorrusia | 2 | 0 | 1 | 1 | 3  | 6  | -3 | 1   |
| Letonia     | 2 | 0 | 1 | 1 | 1  | 5  | -4 | 1   |

| 5 de octubre de 1998 | Suecia      | 4 - 0 | Letonia     | Saffle |
| 7 de octubre de 1998 | Letonia     | 1 - 1 | Bielorrusia | Deje   |
| 9 de octubre de 1998 | Bielorrusia | 2 - 5 | Suecia      | Alvika |

### Grupo 15
Los partidos se jugaron en Estonia.
| País     | J | G | E | P | GF | GC | GD | Pts |
| -------- | - | - | - | - | -- | -- | -- | --- |
| Rusia    | 2 | 2 | 0 | 0 | 4  | 1  | 3  | 6   |
| Lituania | 2 | 1 | 0 | 1 | 4  | 3  | 1  | 3   |
| Estonia  | 2 | 0 | 0 | 2 | 0  | 4  | -4 | 0   |

| 28 de septiembre de 1998 | Estonia  | 0 - 1 | Rusia    | Tallinn |
| 30 de septiembre de 1998 | Rusia    | 3 - 1 | Lituania | Tallinn |
| 2 de octubre de 1998     | Lituania | 3 - 0 | Estonia  | Tallinn |